# Francisco de Borja Queipo de Llano

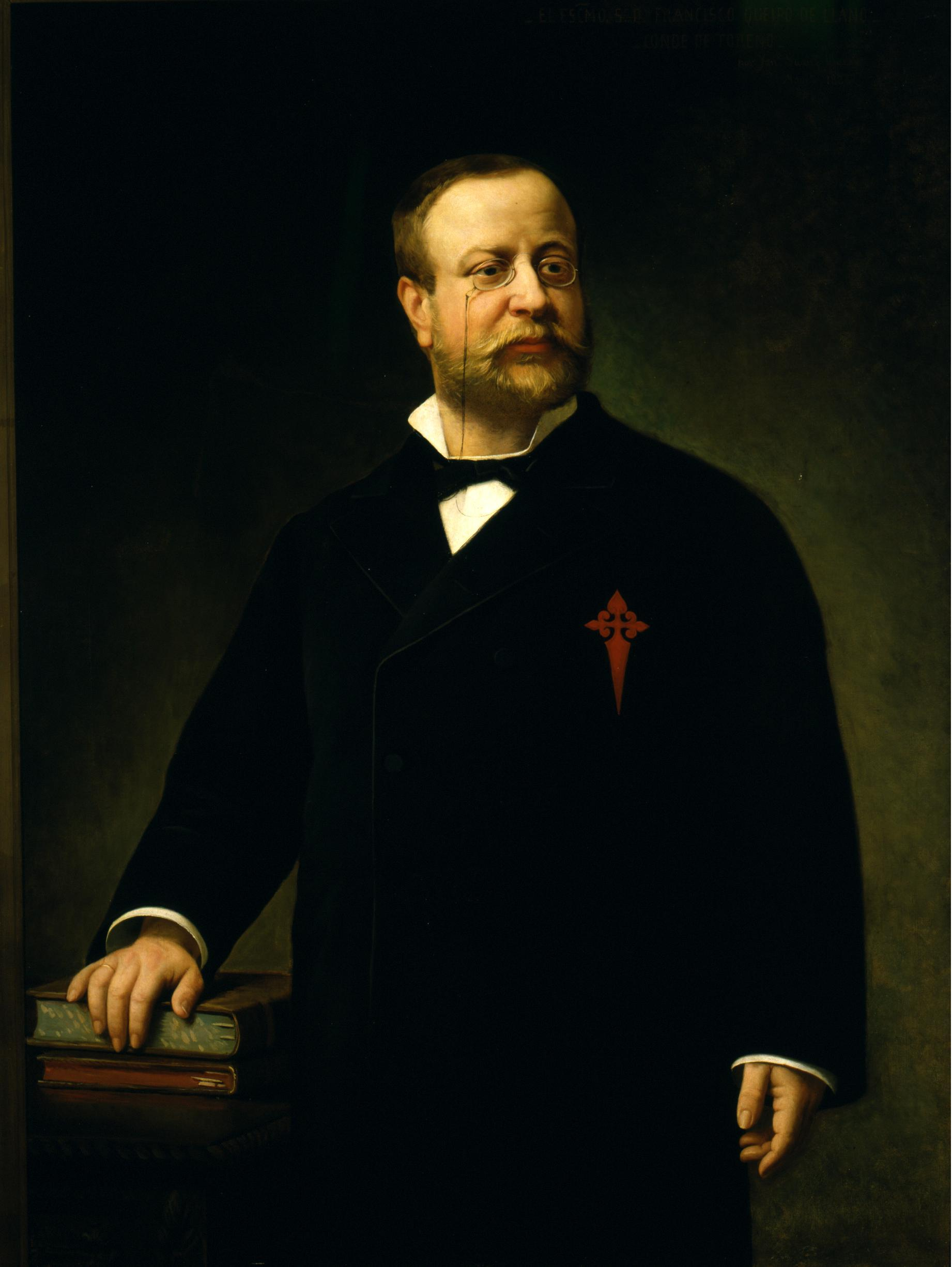
Francisco de Borja Queipo de Llano

Francisco de Borja Queipo de Llano y Gayoso de Los Cobos, Grande de España, 8. Conde de Toreno (* 6. November 1840 in Madrid; † 31. Januar 1890 ebenda) war ein spanischer Politiker des Partido Moderado und später des Partido Conservador, der unter anderem zwischen 1874 und 1875 Bürgermeister von Madrid, mehrmals Minister sowie von 1880 bis 1881 und erneut zwischen 1884 und 1885 Präsident des Abgeordnetenhauses war.

## Leben
Francisco de Borja Queipo de Llano war der Sohn des Politikers José María Queipo de Llano Ruiz de Saravia (1786–1843), der 1835 für einige Monate Ministerpräsident war. Er selbst erbte nach dem Tode seines Vaters 1843 den Titel als 8. Conde de Toreno und wurde am 22. November 1864 erstmals Mitglied des Abgeordnetenhauses (Congreso de los Diputados), in dem er bis zu seinem Tode am 31. Januar 1890 mit einigen Unterbrechungen (12. Juli 1865 bis 10. März 1867, 6. Dezember 1868 bis 8. März 1871, 22. März 1873 bis 20. Januar 1876) bis die Interessen von Oviedo vertrat. Als Nachfolger von Ángel Carvajal y Fernández de Córdoba wurde er am 30. Dezember 1874 Bürgermeister von Madrid und bekleidete dieses Amt bis zum 10. Dezember 1875, woraufhin Luis Martos y Potestad seine Nachfolge antrat.
Am 2. Dezember 1875 wurde er als Minister für öffentliche Arbeiten (Ministro de Fomento) im zweiten Kabinett von Ministerpräsident Antonio Cánovas del Castillo ernannt und bekleidete dieses Amt bis zum 7. März 1879. Während dieser Zeit war er während der Abwesenheit des jeweiligen Amtsinhabers außerdem vom 16. August bis zum 8. September 1876 amtierender Innenminister (Ministro de Gobernación Interino), zwischen dem 28. Juli und dem 3. September 1878 amtierender Staatsminister (Ministro de Estado Interino) sowie vom 8. September bis zum 11. Oktober 1878 erneut amtierender Innenminister. 

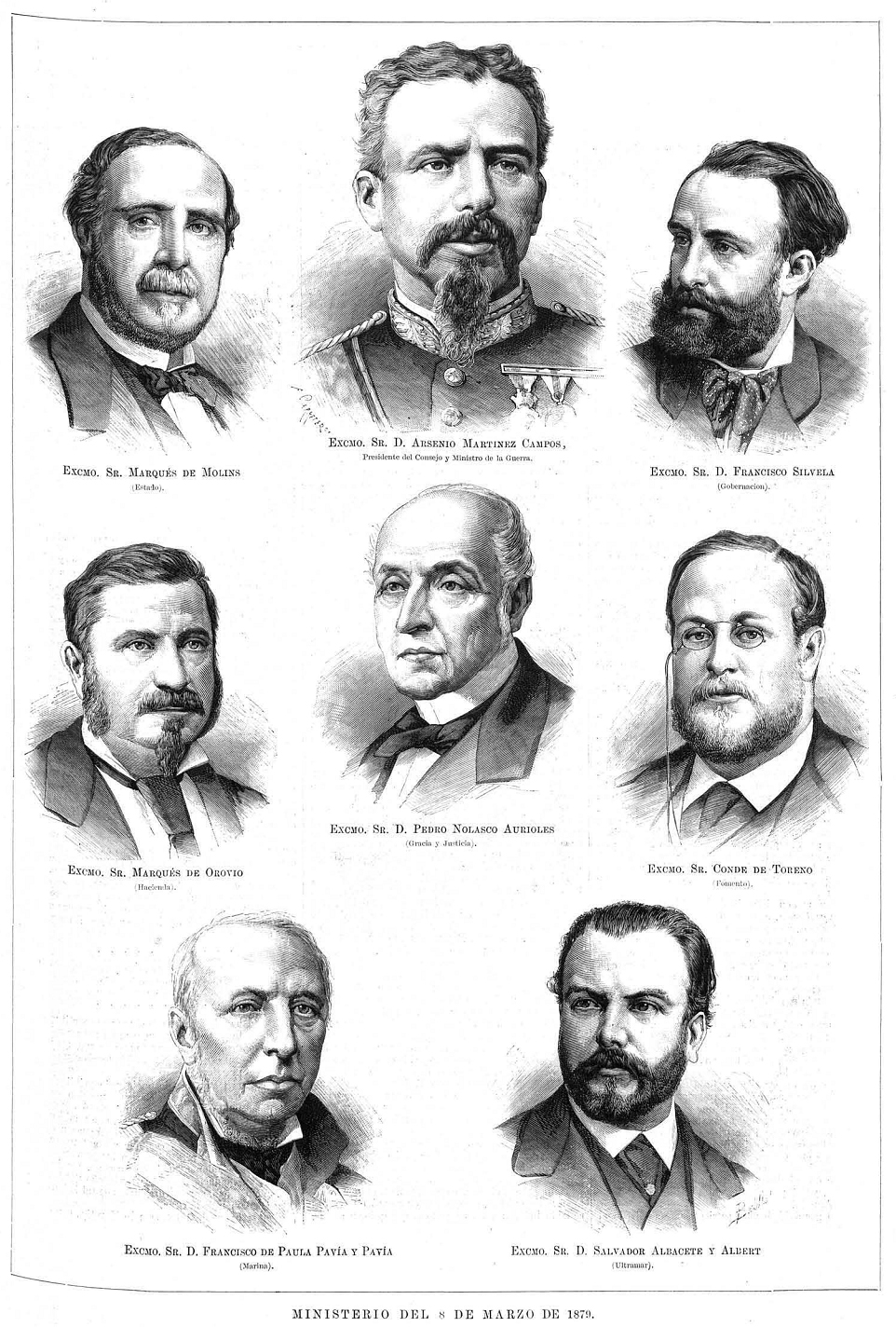
Mitglieder des Kabinetts von Ministerpräsident Arsenio Martínez-Campos.

Im darauf folgenden Kabinett von Ministerpräsident Arsenio Martínez-Campos fungierte er vom 7. März 1879 bis zum 9. Dezember 1879 abermals Minister für öffentliche Arbeiten sowie zwischenzeitlich während der Abwesenheit des jeweiligen Amtsinhabers zusätzlich vom 7. bis zum 15. März 1879 amtierender Staatsminister und zwischen dem 1. und 16. September 1879 amtierender Innenminister. Im anschließenden dritten Kabinett von Ministerpräsident Cánovas del Castillo fungierte er vom 9. Dezember 1879 bis zum 20. Januar 1880 als Staatsminister (Ministro de Estado) und damit als Außenminister.
Als Nachfolger des am 30. Dezember 1879 im Amt verstorbenen Adelardo López de Ayala y Herrera wurde er am 21. Januar 1880 erstmals Präsident des Abgeordnetenhauses und bekleidete das Amt des Parlamentspräsidenten bis zum 25. Juni 1881, woraufhin José Posada Herrera ihn ablöste. Das Amt des Präsidenten des Abgeordnetenhauses übernahm er als Nachfolger von Práxedes Mateo Sagasta am 21. Mai 1884 – zunächst kommissarisch – sowie formell am 9. Juni 1885 erneut und übte dieses bis zum 11. Juli 1885 aus, ehe Antonio Cánovas del Castillo am 26. Dezember 1885 neuer Parlamentspräsident wurde. Er war ferner Mitglied der Real Academia de Ciencias Morales y Políticas und der Real Sociedad Geográfica, deren Präsident er als Nachfolger von Segismundo Moret Prendergast zwischen 1887 und seiner Ablösung durch Francisco Coello de Portugal y Quesada 1889 war. Er wurde ferner Ritter des Santiagoordens und erhielt das Großkreuz des Ordens Karls III.
Aus seiner am 24. November 1860 in Madrid geschlossenen Ehe mit Maria del Carmen Fernandez de Cordova und Alvarez de las Asturias-Bohorques, Tochter von Joaquín Fernández de Córdoba y Álvarez de las Asturias-Bohorques, XIII. Marqués de Povar, und Schwester von Fernando Fernández de Córdoba y Álvarez de las Asturias-Bohorques (1845–1891), 7. Duque de Arión y Marques de Malpica, ging der Sohn Álvaro Queipo de Llano y Fernández de Córdoba (1864–1938) hervor, der als sein Nachfolger 9. Conde de Toreno, ebenfalls Mitglied des Abgeordnetenhauses für Oviedo sowie zwischen 1910 und 1923 Mitglied des Senats (Senado) war.